# Тонга на Светском првенству у атлетици на отвореном 2023.
Тонга је на 19. Светском првенству у атлетици на отвореном 2023. одржаном у Будимпешти од 19. до 27. августа учествовала осамнаести пут. Репрезентацију Тонге представљао је једана такмичар који се такмичио у трци на 100 метара.,
На овом првенству такмичар из Тонга није освојио ниједну медаљу али је оборио лични рекрод.

## Учесници
Мушкарци: 
- Мелино Тафуна — Трка на 100 метара

## Резултати

### Мушкарци
| Атлетичар     | Дисциплина | Лични рекорд | Предтакмичење | Предтакмичење | Квалификације        | Квалификације        | Полуфинале           | Полуфинале           | Финале               | Финале       | Детаљи |
| Атлетичар     | Дисциплина | Лични рекорд | Резултат      | Место         | Резултат             | Место                | Резултат             | Место                | Резултат             | Место        | Детаљи |
| ------------- | ---------- | ------------ | ------------- | ------------- | -------------------- | -------------------- | -------------------- | -------------------- | -------------------- | ------------ | ------ |
| Мелино Тафуна | 100 м      |              | 11,14 ЛР      | 5. у гр. 3    | Није се квалификовао | Није се квалификовао | Није се квалификовао | Није се квалификовао | Није се квалификовао | 16 / 71 (75) |        |